# Palas de Rey (rete tranviaria di Madrid)
Palas de Rey è una stazione della linea ML1 della rete tranviaria di Madrid.
Si trova presso l'omonima via del quartiere Las Tablas, nel distretto Fuencarral-El Pardo.

## Storia
La stazione è stata inaugurata il 24 maggio 2007 insieme a tutte le altre stazioni della linea.